# Pinus contorta
Pinus contorta là một loài thực vật hạt trần trong họ Thông. Loài này được Douglas ex Loudon miêu tả khoa học đầu tiên năm 1838.